# Михали Апостолов
Михали Илиев Апостолов с псевдоним Гранити е гръцки партизанин и деец на СНОФ и НОФ.

## Биография
Роден е на 25 ноември 1923 година в костурското село Кърчища. Завършва основно училище в родното си село и след смъртта на баща си, помага на майка си със земеделската работа. Заминава за Лариса да учи шивачество. При нахлуването на Нацистка Германия в Гърция в 1941 година, Апостолов заедно със своите съселяни Лазо Порязовски, Наум Порязовски, Дафина Пановска, Донка Пурдовска и Коле Андоновски прибират изоставеното оръжие от отстъпващата от Албанския фронт гръцка армия. Влиза в ЕЛАС в началото на 1943 година. От есента на същата година влиза в редиците на партизанския отряд „Лазо Търповски". Към средата на май 1944 година поради сблъсък с ръководството на ГКП заминава за Вардарска Македония. Там става заместник-политически комисар на чета в рамките на Костурския батальон в района на Караорман. По-късно е командир на взвод към Костурско-леринският батальон „Гоце". От ноември 1946 е в състава на партизанския щаб на ДАГ в планината Вичо. Умира на 31 март 1948 година като комисар на батальон в местността Клепчево по време на битката на Грамос.